# WeiberWirtschaft

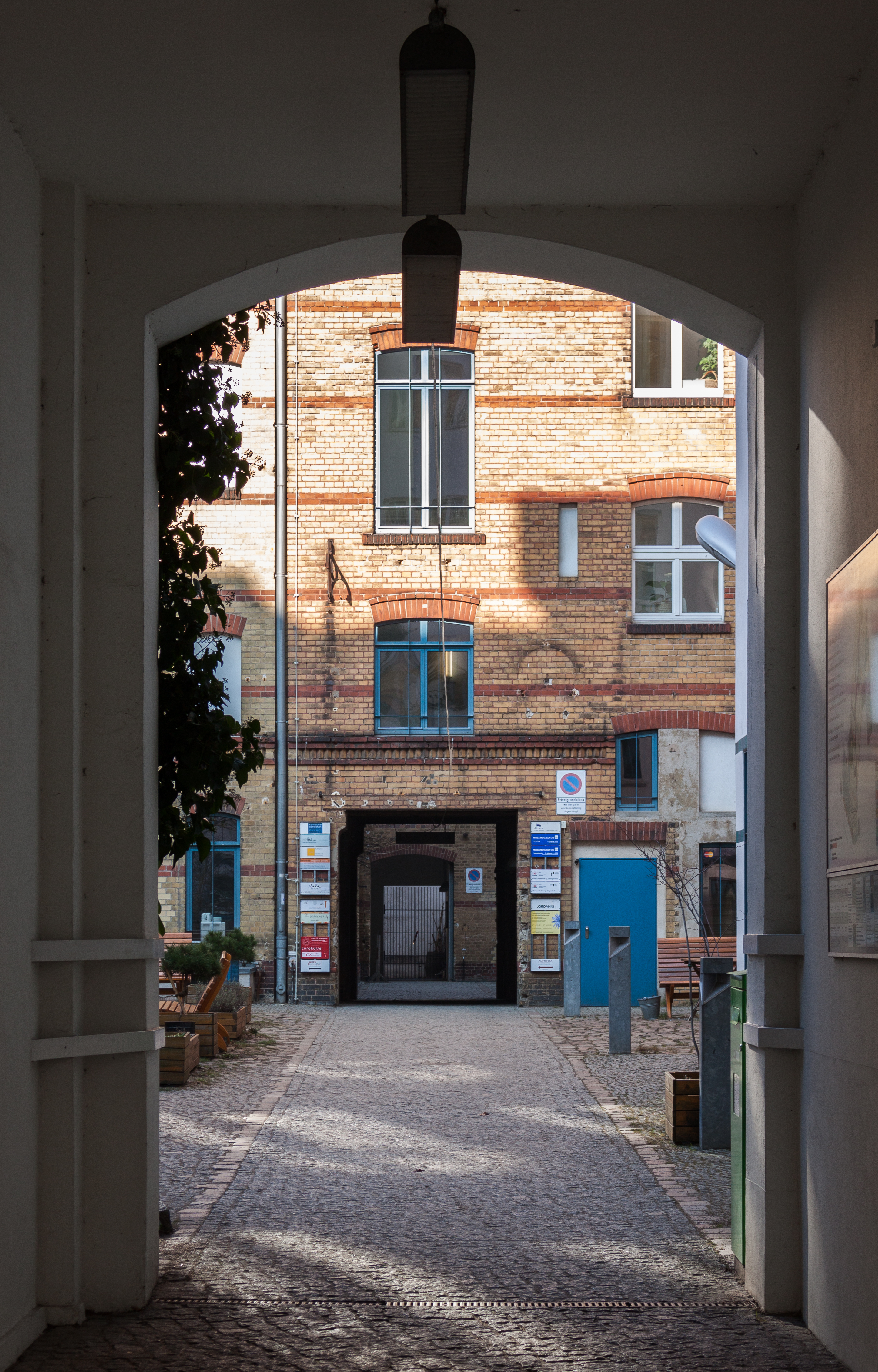
Anklamer Straße 38, Berlin-Mitte, Blick in den ersten Hof.

Die WeiberWirtschaft eG ist Europas größte Frauengenossenschaft und Eigentümerin des gleichnamigen Gründerinnen- und Unternehmerinnenzentrums in Berlin-Mitte. Die gemeinsame Devise von mehr als 1700 Genossenschafterinnen lautet: „Frauen wirtschaftlich stark machen!“

## Geschichte
Das Konzept wurde im Jahr 1989 durch 17 damals arbeitslose Akademikerinnen entwickelt. Seit 1992 verfügt die Genossenschaft über ein eigenes Gebäude in der Anklamer Straße 38–40. Flächen, auf denen rechnerisch keine Bankschulden mehr liegen, erhalten nach und nach neue Namen und werden Frauen aus Gegenwart, Geschichte und Fiktion gewidmet, unter anderem Friedl Dicker, Anne Marie Baral und Lizzie Magie. Geschäftsführerin ist die promovierte Kunsthistorikerin Katja von der Bey, die im Jahr 2013 mit dem Berliner Frauenpreis ausgezeichnet wurde. Die WeiberWirtschaft bietet ihren Mitarbeiterinnen seit 2019 drei zusätzliche Urlaubstage im Jahr, wenn sie aufs Fliegen verzichten und sich für umweltbewusstere Reisemöglichkeiten entscheiden.

## Inhalte und Ziele
Im Gewerbehof in der Anklamer Straße sind jeweils rund 65 frauengeführte Unternehmen aus den Bereichen Dienstleistung, Produktion, Handwerk, Gastronomie, Kultur, Weiterbildung und Non-Profit angesiedelt. Zur Infrastruktur gehören eine Kindertagesstätte, eine Kantine und ein Tagungsbereich. Unterstützung bei der Existenzgründung bietet die Schwesterorganisation „Gründerinnenzentrale – Navigation in die Selbständigkeit“. Seit 2013 bietet die WeiberWirtschaft ihren Mitgliedern in Kooperation mit dem Verein Goldrausch einen Mikrokredit an. 
Die WeiberWirtschaft ist nicht nur ein touristischer Anziehungspunkt, sondern auch Vorbild für eine Reihe von Nachahmerinnen in der Bundesrepublik geworden. 

## Auszeichnungen (Auswahl)
Seit ihrer Gründung hat die WeiberWirtschaft zahlreiche Auszeichnungen gewonnen.
- NABU-Baupreis 2004[6]
- Nominierung beim StartGreen-Award 2015[7]
- Nominierung beim StartGreen-Award 2016[8]